# Pánico de 1857

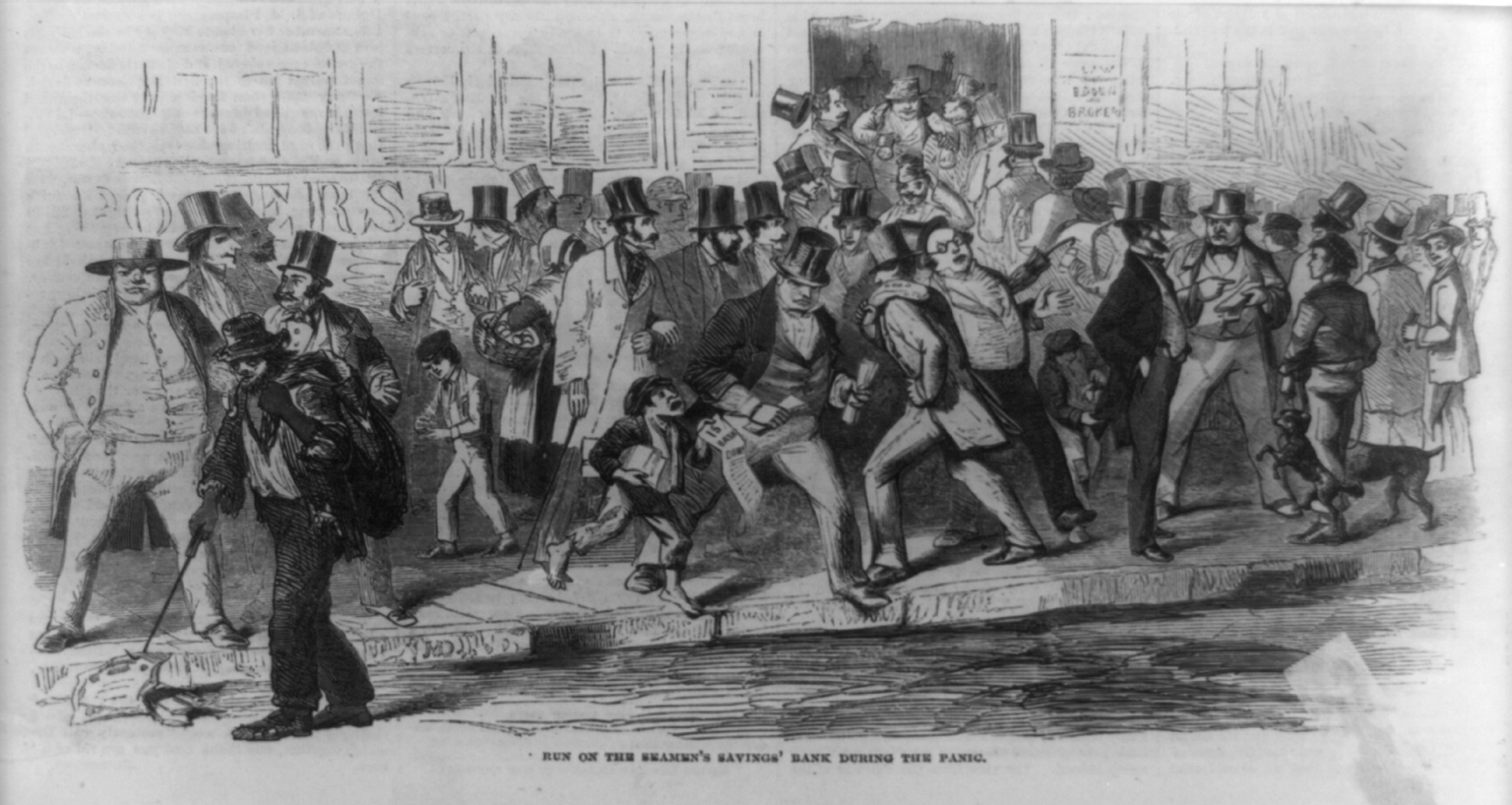
Pánico bancario en el Seamen's Savings' Bank durante el Pánico de 1857

El Pánico de 1857 fue una crisis financiera con origen en los Estados Unidos, causada por el declive de la economía internacional y la sobre-expansión de la economía doméstica. Debido a la interdependencia de la economía mundial en ese momento de los años 1850, la crisis financiera que comenzó a finales de 1857 se convirtió en la primera crisis económica a nivel mundial. En el Reino Unido, el gobierno de Lord Palmerston eludió los requerimientos de la Ley bancaria de Peel (Bank Charter Act) de 1844, que requería la existencia de reservas de oro y plata para respaldar la cantidad de dinero en circulación. Esto fue lo que hizo detonar el pánico en Gran Bretaña. El hundimiento del navío SS Central America contribuyó al pánico de 1857, ya que los bancos de Nueva York estaban esperando un muy necesario cargamento de oro; de hecho, no se recuperaron financieramente hasta después de la Guerra Civil. Comenzando en septiembre de 1857, la crisis financiera no duró mucho; no obstante, la recuperación económica no se dio del todo como ya se ha señalado si no hasta después de la guerra civil estadounidense.
Tras la quiebra de la Ohio Life Insurance and Trust Company, el pánico financiero se expandió rápidamente a medida que otros negocios comenzaron a entrar en quiebra. La industria de los ferrocarriles experimentó una crisis financiera y cientos de trabajadores perdieron sus empleos. Dado que los años anteriores al pánico fueron prósperos, muchos bancos, comerciantes y agricultores habían aprovechado la oportunidad para asumir riesgos con sus inversiones y a medida que los precios del mercado comenzaron a caer, empezaron a experimentar rápidamente los efectos del pánico financiero.

## Causas
Situación inicial
A principios de los años 1850 Estados Unidos experimentó un periodo de gran prosperidad económica. Ya en 1857, el mercado europeo para productos del oeste americano comenzó a declinar, lo que causó preocupación entre los banqueros e inversores del oeste. Los bancos del este americano se volvieron más cuidadosos con sus créditos y algunos incluso rehusaron utilizar billetes del oeste. Antes de 1857, la industria del ferrocarril se encontraba en auge debido al gran número de emigrantes que se dirigían al oeste, en especial en Kansas. Con un gran flujo de personas, los ferrocarriles se convirtieron en una industria rentable y los bancos aprovecharon esta oportunidad y comenzaron a ofrecer préstamos importantes a las compañías de ferrocarriles. No obstante, para finales del verano, el valor de la tierra en el oeste cayó y la inmigración se desaceleró considerablemente, haciendo así que las acciones de los ferrocarriles redujeran su valor. Para la primavera, "los créditos comerciales se habían agotado, obligando a los ya sobre endeudados comerciantes del oeste a recortar nuevas compras de inventarios". Como resultado del limitado poder adquisitivo en el oeste, los comerciantes de todo el país vieron caer sus ventas y ganancias.
Crisis de los ferrocarriles
Los ferrocarriles "habían creado una economía nacional interdependiente, y ahora una desaceleración en el oeste amenazaba con una crisis económica". Ya que muchos bancos habían financiado a los ferrocarriles y las compras de tierras, comenzaron a sentir la presión de la caída en el valor de las acciones de los ferrocarriles. El Illinois Central; las líneas de tren de Erie; Pittsburgh, Fort Wayne and Chicago; y Reading se vieron obligadas a cerrar debido a los problemas financieros. El Ferrocarril Delaware, Lackawanna and Western y el Fond du Lac se vieron obligadas a declararse en bancarrota. El Ferrocarril Boston and Worcester también experimentó serios problemas financieros. Se le informó a los empleados, en un escrito a finales de octubre de 1857, que "los ingresos por pasajeros y carga han caído durante el último mes (en relación al mismo mes del año pasado), en más de veinte mil dólares, y hay muy pocas perspectivas de que mejore en el invierno". La compañía también anunció que sus trabajadores recibirían una "reducción de … diez por ciento de su salario". Además del decreciente valor en los títulos de los ferrocarriles, los agricultores también comenzaron a padecer la demora en los pagos por sus tierras hipotecadas en el oeste, lo que puso incluso más presión financiera sobre los bancos.
Caso Scott. La cuestión esclavista
Otro evento que precedió al Pánico de 1857 fue la decisión de la Corte Suprema en el caso Dred Scott v. Sandford en marzo de 1857. Después de que Scott presentara una demanda por su libertad, el Presidente de la Corte Suprema Roger Taney concluyó que Scott no era un ciudadano debido a que era afroamericano y por lo tanto no tenía el derecho a realizar una demanda en la corte. La decisión también hizo que el Compromiso de Misuri fuera anticonstitucional, y quedaba claro que la decisión tendría un impacto significativo en el desarrollo posterior de los territorios occidentales. Poco después de esta decisión, comenzó "la lucha política entre la 'tierra libre' y los territorios partidarios de la esclavitud". Los territorios occidentales ahora estaban abiertos a la posibilidad de que la esclavitud se expandiese a ellos, y se volvió evidente con rapidez que esto tendría drásticos efectos financieros y políticos. "Las garantías de tierras y el valor de los títulos de ferrocarriles en Kansas cayeron levemente tras la decisión de Dred Scott a principios de marzo". Esta fluctuación en los precios de los títulos de ferrocarriles hizo que "las noticias políticas sobre los futuros territorios marcaran la pauta en los mercados de garantías de tierras y títulos de ferrocarriles".
Quiebra de la Ohio Life
El punto de inflexión que hizo estallar el Pánico de 1857 fue la quiebra de la Ohio Life Insurance and Trust Company el 24 de agosto de 1857. Ohio Life era un banco con sede en Ohio y una segunda oficina principal en la ciudad de Nueva York. La compañía tenía una gran cantidad de propiedades hipotecadas y era el intermediario de otros bancos de inversión de Ohio. Ohio Life quebró debido a actividades fraudulentas por parte de los administradores de la empresa, y su quiebra amenazó con precipitar la quiebra de otros bancos de Ohio, o mucho peor, crear un pánico bancario generalizado. Según un artículo publicado en el New York Daily Times, "las oficinas de Nueva York y Cincinati de la Ohio Life Insurance and Trust Company fueron suspendidas; con pasivos, según se dice, de $7.000.000." Afortunadamente, los bancos conectados a la Ohio Life Insurance and Trust Company fueron reembolsados y "evitaron suspender su convertibilidad al co-asegurarse los unos a los otros en caso de pánicos". La quiebra del Ohio Life atrajo la atención sobre el estado de la industria de ferrocarriles y el mercado de bienes raíces, causando de esta manera que el pánico financiero se convierta en un problema de mayor alcance público.
Crisis agrícola
Los precios de los granos también descendieron en forma significativa y los agricultores experimentaron en 1857 caídas en sus ingresos, obligándolos a ejecutar tierras que habían comprado. Los precios de los granos se habían disparado en 1855 a 2,19$ el saco y los agricultores comenzaron a aumentar su oferta, lo que incrementaría sus ganancias. Sin embargo, para 1858, los precios de los granos cayeron dramáticamente a 0,80$ el saco. Muchos pueblos del mediooeste sucumbieron a las presiones del Pánico. Por ejemplo, el pueblo de Keokuk, Iowa, sufrió una fuerte crisis financiera debido a los problemas económicos de 1857:
 "Una gigantesca deuda municipal magnificó los problemas de Keokuk. En 1858, la ciudad debía 900,000$, principalmente en bonos del ferrocarril, mientras que el valor de sus propiedades sujetas a impuestos se depreciaba en 5.5 millones. Lotes vendidos por 1,000$ antes de la crisis, ahora no valían ni 10$. Los propietarios arruinados no podían pagar sus impuestos, convirtiéndose en defraudadores fiscales."
Como resultado de estas caídas de precios, las ventas de tierras disminuyeron dramáticamente y la expansión hacia el oeste prácticamente se detuvo hasta el final del Pánico. Comerciantes y agricultores comenzaron a sufrir por los riesgos que habían asumido cuando los precios estaban altos.

### Soluciones
Para 1859, el Pánico comenzó a desaparecer y la economía empezó a estabilizarse. El presidente James Buchanan, tras anunciar que el sistema de papel moneda parecía ser la raíz del problema, decidió retirar el uso de todos los billetes de menos de veinte dólares. También "instó a los bancos estatales a cortar relaciones con los bancos, y les urgió a seguir el ejemplo del Gobierno Federal." Buchanan creía que esto reduciría la oferta de papel moneda y daría tiempo para que la oferta de bienes se incrementase y se redujera la inflación. El presidente quería que los bancos estatales siguiesen los pasos del gobierno federal, específicamente el sistema de Tesorería Independiente. Este sistema permitía al gobierno federal mantenerse al día con los pagos en especie, que ayudaban a aliviar algo del estrés financiero que las suspensiones bancarias habían causado.
En diciembre de 1857, Buchanan reveló su nueva estrategia de "reforma, no ayuda", afirmando que "el gobierno simpatizaba pero no podía hacer nada para aliviar a los individuos que estaban sufriendo". Para evitar más pánicos financieros, el presidente Buchanan instó al Congreso de los Estados Unidos a que aprobase una ley que proveía la anulación inmediata de los bancos que suspendan los pagos en especie. También pidió a los bancos estatales que mantuvieran un dólar en especie por cada tres emitidos en papel y desalentó el uso de bonos federales o estatales como respaldo de billetes bancarios para evitar la inflación en un futuro.
Además, la Ley de Aranceles de 1857 fue aprobada como una revisión del Arancel de 1846, que había estado "destruyendo lentamente miles de empresas industriales". El Arancel de 1857 bajó los impuestos en los artículos incluidos en el Arancel de 1846; lo que se creía era que el arancel más bajo era lo suficientemente alto como para "favorecer. . . la industria estadounidense" y de esa manera promover la actividad económica.

## Consecuencias
Como resultado del Pánico de 1857, la economía del sur sufrió muy poco, mientras que la economía del norte sufrió un grave golpe y se recuperó lentamente. El área más afectada por el Pánico fue la Región de los Grandes Lagos y los problemas en la región "rápidamente pasaron a aquellas empresas en el este que dependían de ventas en el oeste". En aproximadamente un año, gran parte de la economía del norte y toda la economía del sur se recuperó del Pánico. Para finales del Pánico, aproximadamente en 1859, las tensiones entre el norte y el sur sobre el tema de la esclavitud en los Estados Unidos se estaban incrementando. El Pánico de 1857 alentó a aquellos en el sur que creían que el norte necesitaba del sur par mantener una economía estable y las amenazas de secesión del sur fueron apaciguadas temporalmente. Los sureños creían que el Pánico de 1857 había hecho al norte "más receptivo a las demandas sureñas" y ayudaría a mantener viva la esclavitud en los Estados Unidos.

### Periódicos contemporáneos
- “Commercial Affairs” New York Daily Times, 28 de agosto de 1857 (en inglés)
- “A New Tariff” New York Daily Times, 4 de febrero de 1857 (en inglés)